# 제40회 영국 아카데미 영화상
제40회 영국 아카데미 영화상은 1986년의 최고의 영화를 기리기 위해 1987년 3월 22일에 열린 시상식이다.

## 수상

### 작품상
- 전망 좋은 방 - 이스마일 머천트 수상

### 데이빗 린 상
- 한나와 그 자매들 - 우디 앨런 수상

### 남우주연상
- 모나리자 - 봅 홉킨스 수상

### 여우주연상
- 전망 좋은 방 - 매기 스미스 수상

### 남우조연상
- 미션 - 레이 매커널리 수상

### 여우조연상
- 전망 좋은 방 - 주디 덴치 수상

### 각본상
- 한나와 그 자매들 - 우디 알렌 수상

### 각색상
- 아웃 오브 아프리카 - 커트 루드키 수상

### 편집상
- 아웃 오브 아프리카 - 데이비드 웟킨 수상
- 미션 - 짐 클락 수상

### 음향상
- 아웃 오브 아프리카 - Tom McCarthy Jnr 수상

### 의상상
- 전망 좋은 방 - 제니 비번 수상

### 분장상
- 란 - Sohichiro Meda 수상

### 특수시각효과상
- 에이리언 2 - 로버트 스코터 수상

### 프로덕션디자인상
- 전망 좋은 방 - 지아니 콰란타 수상

### 외국어영화상
- 란 - 세르지 실버맨 수상

### 단편영화작품상
- Simon Shore 수상

### 안소니 아스퀴스상
- 미션 - 엔니오 모리꼬네 수상

## 같이 보기
- 제59회 아카데미상
- 제12회 세자르상
- 제39회 미국 감독 조합상
- 제44회 골든 글로브상
- 제7회 골든 래즈베리상
- 제39회 미국 작가 조합상